# テクニカルフォール
テクニカルフォール (英:technical fall) とは、アマチュアレスリングのルールの一つで、選手が対戦相手から指定されたポイントを獲得することによって勝利とする取り決めである。

## 解説
フォークスタイルレスリングの場合は15ポイント差が開いた時点で試合終了となり、フリースタイルとグレコローマンの旧ルールにおいては10ポイント差となった時点で試合終了となっていた。
国際レスリング連盟 (FILA) が2004年から2005年の間に行ったルール改正では、2分のピリオドを3回行うというスリー・ピリオド・システムが採用された。このルール改正後は、ピンフォールが即試合の勝利となるのと対照的にテクニカルフォールはピリオドを獲得するものに変わった。テクニカルフォールとなった時点でそのピリオドは終了となり、2つのピリオドをテクニカルフォールで獲得すると技術的優勢 (technical superiority) による勝利となる。

## ルールの変遷
2005年に制定されたテクニカルフォールの要綱は以下の通りである。
- 6点差がついたとき
- 3点の技を2度決めたとき
- 5点の技（大技の投げ技）を決めたとき

2013年5月に変更されたテクニカルフォールの要綱は以下の通りである。（フリー・グレコ共通）
- 7点差がついたとき
- 5点技1回・3点技2回を成立させ、且つ相手よりポイントが多い場合テクニカルフォールとする。

2014年1月に変更されたテクニカルフォールの要綱は以下の通りである。（男女フリー・グレコ共通）
- 10点差がついたとき
- 5点技1回・3点技2回のテクニカルフォールは廃止

2016年に変更されたテクニカルフォールの要綱は以下の通りである。（グレコ）
- 8点差がついたとき

なお、テクニカルフォールの条件を満たした段階で直ちに試合を止めるのではなく、攻撃側の選手のアクションが終了するまで待つように示されている。そのため、テクニカルフォールの条件を満たした後にフォール勝ちに持ち込むことも可能となっている。